# Szécsény vasútállomás
Szécsény vasútállomás a MÁV állomása a Nógrád vármegyei Szécsény városában. A város északi szélén helyezkedik el, közúti elérését a 2205-ös mellékútból kiágazó 22 305-ös számú, állomáshoz vezető út biztosítja.

## Vasútvonalak
Az állomást az alábbi vasútvonalak érintik:
- Aszód–Balassagyarmat–Ipolytarnóc-vasútvonal

## Kapcsolódó állomások
A vasútállomáshoz az alábbi állomások vannak a legközelebb:
- Hugyag megállóhely (Aszód–Balassagyarmat–Ipolytarnóc-vasútvonal)
- Ludányhalászi megállóhely (Aszód–Balassagyarmat–Ipolytarnóc-vasútvonal)

## Forgalom
| Járat | Útvonal | Gyakoriság |
| ----- | --- | ---------- |
| S790  | Ipolytarnóc – Litke – Ráróspuszta – Nógrádszakál – Ludányhalászi – Szécsény – Hugyag – Őrhalom – Balassagyarmat | Napi 4 pár |